# HD92534
HD92534 — хімічно пекулярна зоря спектрального класу
A2 й має видиму зоряну величину в смузі V приблизно  9,4.

## Пекулярний хімічний склад
Зоряна атмосфера HD92534 має підвищений вміст 
Cr
.